# Armée nationale Kayan
L'Armée nationale Kayan (birman : ကယန်းအမျိုးသားတပ်မတော် ; abrégé en KNA) est un groupe paramilitaire armé d'ethnie karenni. Formée à partir d'une fusion de petits groupes de guérilla autrefois indépendants, la KNA sert de bras armé au Conseil exécutif intérimaire de l'État Karenni (KIEC).

## Origines et objectifs
Dirigée par un comité militaire de 14 personnes du KIEC, la KNA est créée pour unifier les petites forces anti-junte karenni créées après le coup d'État de 2021 en Birmanie. Après avoir renversé la junte du Conseil administratif d'État, la KNA prévoit de servir de force armée de transition pour un futur État karenni qui englobera des zones telles que Mobye (en), Loikaw, Demoso, Pekon (en) et Pyinmana.

## Relations avec d'autres groupes armés
Certains karenni critiquent la formation de la KNA, car de nombreuses autres milices anti-junte karenni sont toujours actives. Les dirigeants de la KNA répondent qu'ils coopéreront avec les groupes qui luttent contre le régime militaire. U Aung San Myint (secrétaire du parti de l'aile politique de l'Armée karenni (en), le Parti progressiste national Karenni) assure également que la formation de la KNA n'entravera pas les efforts de lutte contre la dictature.
Bien que la KNA reconnaisse l'autorité du gouvernement d'unité nationale de Birmanie, elle n'en fait pas partie. Néanmoins, la KNA déclare qu'elle ne forcera pas les PDF locaux karenni à la rejoindre.